# Guillaume Glairon Mondet

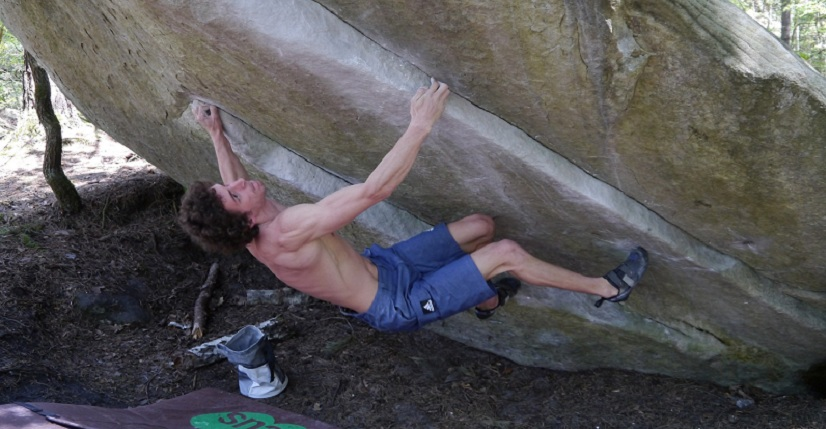
Guillaume Glairon Mondet při boulderingu (2012)

Guillaume Glairon Mondet (* 10. prosince 1986 Albertville) je francouzský sportovní lezec, mistr Francie v boulderingu a juniorský mistr světa v lezení na obtížnost.

## Výkony a ocenění
- 2001: na mistrovství světa juniorů obhájil titul v lezení na obtížnost v kategorii B
- 2009 a 2014: na mistrovství světa skončil ve finálové šestici čtvrtý
- 2014: získal svou pátou medaili na mistrovství Francie v boulderingu, které vyhrál 2012

### Závodní výsledky
| Mistrovství světa | Mistrovství světa | Mistrovství světa |
| Rok               | 2009              | 2014              |
| ----------------- | ----------------- | ----------------- |
| Bouldering        | 4                 | 4                 |

| Světový pohár       | Světový pohár | Světový pohár           | Světový pohár     | Světový pohár        | Světový pohár | Světový pohár             | Světový pohár             | Světový pohár           | Světový pohár           | Světový pohár     | Světový pohár    |
| Rok                 | 2005          | 2006                    | 2007              | 2008                 | 2009          | 2010                      | 2011                      | 2012                    | 2013                    | 2014              | 2015             |
| ------------------- | ------------- | ----------------------- | ----------------- | -------------------- | ------------- | ------------------------- | ------------------------- | ----------------------- | ----------------------- | ----------------- | ---------------- |
| Bouldering          | 35            | 18-19                   | 15                | 11                   | 4             | 7                         | 3                         | 6                       | 6                       | 3                 | 19               |
| jednotlivě* (3/5/1) | ,17,-, -,-,   | ,-,25,-, 4,13,-, 22-23, | 13,6, 5,-,-, -,16 | -,16,10, 30,26, 12,4 | 7,7, 5,6, 16  | 11-12,4, 16,11,8, 7,21-22 | 18,,7, · 5,10, · 17-19,,4 | 7-8,4, · 10,13-14, · 5, | ,-,12,7, · 6,12, · ,,6, | , · ,5,10, · 15,5 | ,14,-, -,17, 10, |

* pozn: nalevo jsou poslední závody v roce
| Mistrovství Evropy | Mistrovství Evropy |
| Rok                | 2013               |
| ------------------ | ------------------ |
| Bouldering         | 6                  |

| Mistrovství Francie | Mistrovství Francie | Mistrovství Francie | Mistrovství Francie | Mistrovství Francie | Mistrovství Francie |
| Rok                 | 2007                | 2011                | 2012                | 2013                | 2014                |
| ------------------- | ------------------- | ------------------- | ------------------- | ------------------- | ------------------- |
| Bouldering          | 2                   | 3                   | 1                   | 2                   | 2                   |

| Mistrovství světa juniorů | Mistrovství světa juniorů | Mistrovství světa juniorů |
| Rok                       | 2000                      | 2001                      |
| ------------------------- | ------------------------- | ------------------------- |
| Obtížnost                 | 1                         | 1                         |

## Filmografie
- 2013: Out of Sight